# 数字信号处理
数字信号处理（digital signal processing），简称。其目的是对真实世界的模拟信号进行加工和处理。因此在数字信号处理前，模拟信号要用模数转换器（A-D轉換器）变成数字信号；经数字信号处理后的数字信号往往要用数模转换器（D-A轉換器）变回模拟信号，才能适应真实世界的应用。
数字信号处理的算法需要用计算机或专用处理设备如数字信号处理器、专用集成电路等来实现。处理器是用乘法、加法、延时来处理信号，是0和1的数字运算，比模拟信号处理的电路稳定、准确、抗干扰、灵活。

## 数字信号处理的領域

数字信号处理系統

在数字信号处理领域，工程师们常在以下一种域中研究数字信号：时域（一维信号）、空间域（多维信号）、频域、自相关域和小波域。他们基于某种假设来选择适合研究信号的域（或者尝试不同的可能性），以便找到最佳表达信号特征的域。从测量仪器得到的采样序列表现为时域和空间域信号，然后通过离散傅里叶变换产生频域信号，这就是所谓的频谱。自相关被定义为对信号本身在变化的时间和空间坐标上做互相关处理。

## 數位信號處理的發展
數位訊號處理（Digital Signal Processing, DSP）是一門利用數位技術對連續或離散訊號進行採樣、量化、處理和分析的學科，其應用範圍涵蓋通訊、音訊、影像、醫療、工業控制、人工智慧（AI）等領域。DSP的發展歷程與計算機硬體、演算法設計及應用需求的進步密切相關，從20世紀初的理論奠基到如今的高度數位化應用，DSP已成為現代科技的核心支柱。以下將從歷史背景、技術進展、應用領域、挑戰與未來展望四個方面，詳細闡述DSP的發展。
歷史背景與早期發展（1900年代至1960年代）
理論奠基
DSP的起源可以追溯到數學理論的發展。1807年，約瑟夫·傅立葉（Joseph Fourier）提出的傅立葉變換（Fourier Transform）為訊號的頻域分析提供了基礎，將時域訊號分解為不同頻率的正弦波分量。這一理論為後續的訊號處理奠定了數學基礎。20世紀初，隨著控制論和資訊理論的興起，訊號處理的數學模型逐漸成形。
1948年，克勞德·香農（Claude Shannon）發表的採樣定理（Sampling Theorem）進一步確立了數位訊號處理的核心原理。採樣定理證明，只要採樣頻率高於訊號最高頻率的兩倍（奈奎斯特率，Nyquist Rate），連續訊號即可無損重建。這一定理為訊號的數位化提供了理論依據，使模擬訊號轉換為數位訊號成為可能。
早期應用與限制
20世紀初至1940年代，訊號處理主要依賴模擬技術，例如模擬濾波器和放大器。這些技術在音訊放大、廣播和雷達中有廣泛應用，但受限於模擬電路的噪聲、失真和不穩定性。1940年代，隨著第一批電子計算機（如ENIAC）的出現，訊號處理開始探索數位化可能性。然而，早期計算機的運算速度慢、記憶體容量有限，且成本高昂，僅能處理簡單的訊號分析任務，主要應用於軍事領域（如雷達訊號處理、聲納）和地震數據分析。
離散傅立葉變換（Discrete Fourier Transform, DFT）是這一時期的重要工具，用於將時域訊號轉換到頻域進行分析。然而，DFT的計算複雜度為 O(N²)，對於大型數據集而言計算成本過高，限制了其實時應用。同時，數位濾波器的概念開始萌芽，包括有限脈衝響應（Finite Impulse Response, FIR）和無限脈衝響應（Infinite Impulse Response, IIR）濾波器，但受限於硬體性能，這些濾波器主要停留在理論研究階段。
快速傅立葉變換的突破
1965年，詹姆斯·庫利（James Cooley）和約翰·圖基（John Tukey）提出的快速傅立葉變換（Fast Fourier Transform, FFT）演算法，成為DSP發展的里程碑。FFT將DFT的計算複雜度從 O(N²) 降至 O(N log N)，大幅提高了頻譜分析的效率。這一突破使即時訊號處理成為可能，推動了DSP在語音處理、雷達訊號分析和醫療影像重建等領域的應用。例如，FFT被用於分析地震波的頻譜特性，幫助科學家預測地震活動。
硬體革命與應用擴展（1970年代至1980年代）
專用DSP晶片的誕生
1970年代，積體電路（Integrated Circuit, IC）技術的進步為DSP提供了硬體基礎。1978年，德州儀器（Texas Instruments）推出了TMS320系列DSP晶片，這是第一款專為訊號處理設計的微處理器。TMS320晶片針對濾波、卷積和傅立葉變換等任務進行優化，內建高效的乘法累加（Multiply-Accumulate, MAC）運算單元，大幅提升了訊號處理的性能。這些晶片的出現降低了DSP應用的成本，使其從軍事和學術領域擴展到消費電子產品。
消費電子與數位音訊
1980年代，DSP技術開始滲透到消費電子領域。1982年，光碟（Compact Disc, CD）技術的推出標誌著數位音訊的普及。CD播放器依賴DSP進行數位音訊的編碼與解碼，通過數位濾波器去除噪聲、校正失真，實現高保真的音質。數位濾波器的設計成為DSP的核心技術，例如FIR濾波器用於精確的頻率響應控制，IIR濾波器則在低計算成本下實現高效濾波。
同時，適應性濾波器（Adaptive Filters）的發展為DSP注入了新的活力。適應性濾波器能夠根據輸入訊號的特性動態調整參數，應用於回聲消除、噪聲抑制等場景。例如，最小均方（Least Mean Square, LMS）演算法被廣泛應用於電話系統的回聲消除，通過迭代優化濾波器係數，實現高效的訊號處理。
通訊系統的推動
1980年代，通訊技術的進步進一步加速了DSP的發展。數位調變技術（如頻移鍵控 FSK、相移鍵控 PSK）需要高效的訊號處理來實現調變與解調，DSP晶片在調變解調器（Modem）和早期行動電話（如1G模擬系統）中得到應用。例如，調變解調器利用DSP實現數據的數位編碼與解碼，提升了數據傳輸的可靠性。
錯誤校正編碼（Error Correction Coding）技術的發展也依賴DSP。例如，里德-所羅門碼（Reed-Solomon Code）被用於數位通訊和存儲系統（如CD、DVD），通過DSP實現錯誤檢測與校正，確保數據的完整性。此外，數位訊號處理在衛星通訊和雷達系統中用於訊號增強、干擾抑制等任務。
技術成熟與普及（1990年代至2000年代初）
硬體與軟體的進步
1990年代，摩爾定律推動了晶片性能的快速提升。通用微處理器（如Intel Pentium系列）開始具備足夠的運算能力來執行DSP任務，模糊了專用DSP晶片與通用處理器的界限。同時，場可程式化閘陣列（Field-Programmable Gate Array, FPGA）和應用特定積體電路（Application-Specific Integrated Circuit, ASIC）的出現，為DSP提供了靈活且高效的硬體平台。FPGA的並行計算能力特別適合即時訊號處理任務，如高速通訊和影像處理。
軟體方面，DSP的開發工具也得到了顯著改進。MATLAB等工具提供了強大的訊號處理模擬功能，支援濾波器設計、頻譜分析和系統模擬。C語言和匯編語言的優化編譯器進一步提高了DSP程式碼的執行效率，使開發者能夠快速實現複雜的訊號處理演算法。
通訊與多媒體應用
1990年代，數位通訊的快速發展成為DSP應用的主要驅動力。2G行動網路（GSM、CDMA）的推出依賴DSP進行語音壓縮、通道編碼和均衡。例如，GSM系統中的語音編碼採用線性預測編碼（Linear Predictive Coding, LPC），通過DSP實現高效的語音壓縮，降低傳輸頻寬需求。同時，數位訊號處理在數據機和數位電視廣播中實現了更高的數據傳輸速率和訊號品質。
在多媒體領域，DSP技術推動了音訊與影像壓縮的革命。1993年，MP3音訊壓縮格式的標準化依賴DSP技術實現高效的數據壓縮，使音樂數位化成為主流。影像壓縮標準（如JPEG、MPEG）利用DSP進行離散餘弦變換（Discrete Cosine Transform, DCT），實現高效的影像和視訊壓縮，推動了數位相機、DVD和數位電視的普及。例如，MPEG-2標準在數位視訊廣播（DVB）和DVD中廣泛應用，依賴DSP實現即時編解碼。
跨領域應用
DSP的應用開始擴展到醫療、工業和汽車領域。在醫療影像中，DSP用於電腦斷層掃描（CT）和核磁共振成像（MRI）的訊號重建，提升影像解析度。在工業控制中，DSP用於感測器數據處理和運動控制，例如在伺服馬達中實現精確的位置控制。在汽車領域，DSP用於車載娛樂系統和引擎管理，提升音訊品質和燃油效率。
現代應用與新興趨勢（2000年代至今）
通訊系統的革命
進入21世紀，DSP技術在通訊系統中的應用達到新高度。5G技術的部署依賴DSP實現高頻寬訊號處理，包括毫米波通訊、波束成形（Beamforming）和大規模多輸入多輸出（Massive MIMO）。例如，波束成形技術利用DSP動態調整天線陣列的相位，實現定向訊號傳輸，提升頻譜效率。數位預失真（Digital Predistortion, DPD）技術用於補償功率放大器的非線性，改善傳輸效率。
軟體定義無線電（Software-Defined Radio, SDR）是DSP的另一重要應用。SDR通過軟體實現無線電功能的動態調整，支援多頻段和多協議操作，廣泛應用於無線通訊、衛星通訊和軍事通訊。未來6G技術將進一步要求DSP在太赫茲頻段實現超低延遲處理，支援全息通訊和超高頻寬應用。
音訊與影像處理
在音訊處理方面，DSP技術支撐了現代語音助手（如Siri、Alexa）的發展。語音增強、噪聲抑制和關鍵詞檢測等功能依賴DSP實現高效的訊號處理。空間音訊（Spatial Audio）技術利用DSP模擬3D音效，提升虛擬實境（VR）和擴增實境（AR）的沉浸感。例如，蘋果的AirPods Pro使用DSP實現適應性音訊處理，根據環境動態調整音效。
在影像處理方面，DSP在視訊編解碼（如H.264、H.265）中實現高效壓縮，支援4K/8K視訊串流。機器視覺系統利用DSP進行即時影像處理，應用於自動駕駛、監控系統和工業檢測。例如，在自動駕駛中，DSP用於處理雷達和攝影機數據，實現障礙物檢測和路徑規劃。
人工智慧與機器學習
DSP技術與人工智慧的結合開闢了新的應用領域。卷積神經網路（Convolutional Neural Network, CNN）的卷積操作源自DSP的濾波技術，用於圖像識別、語音識別和自然語言處理。神經網路加速器（如Google TPU、NVIDIA GPU）借鑒DSP的並行計算架構，提升AI運算效率。在邊緣計算中，DSP用於預處理感測器數據，降低傳輸負擔。例如，在智慧家居中，DSP對麥克風數據進行關鍵詞檢測，僅將必要數據傳送到雲端。
物聯網與低功耗設計
物聯網（IoT）的快速發展對DSP提出了新需求。物聯網設備（如智慧手錶、環境感測器）產生大量數據，DSP用於數據壓縮、特徵提取和異常檢測。例如，加速度計數據經過DSP處理後，可用於動作識別或健康監測。低功耗DSP晶片（如ARM Cortex-M系列）在物聯網中實現高效訊號處理，滿足電池供電設備的需求。這些晶片採用低精度運算和近似計算技術，在保持性能的同時降低功耗。
醫療與生物訊號處理
在醫療領域，DSP技術在生物訊號處理和醫療影像中有廣泛應用。心電圖（ECG）和腦電圖（EEG）利用DSP提取關鍵生物特徵，輔助心臟病和神經疾病的診斷。在醫療影像中，DSP用於訊號重建和噪聲去除，提升CT、MRI和超聲波成像的品質。例如，在超聲波成像中，DSP實現波束成形，提高影像的空間解析度。
汽車與工業應用
在汽車領域，DSP技術用於先進駕駛輔助系統（ADAS）和車載娛樂系統。例如，雷達和攝影機數據的處理依賴DSP實現障礙物檢測和車道保持。在工業領域，DSP用於振動分析、故障診斷和運動控制。例如，在風力發電機中，DSP監測葉片振動，預測機械故障。
技術挑戰與未來展望
儘管DSP技術已高度成熟，但仍面臨多項挑戰：
計算複雜度：高頻寬通訊和AI應用要求DSP在極低延遲下處理大量數據，推動了高效演算法和硬體加速器的需求。新型演算法（如稀疏傅立葉變換）正在研究中，以進一步降低計算成本。
功耗限制：可穿戴設備和物聯網對低功耗DSP的需求日益增加。設計者採用低精度運算、近似計算和異構計算架構（如CPU+GPU+DSP）來平衡性能與功耗。
安全性：在通訊和物聯網中，DSP需要處理加密和解密任務，確保數據安全。例如，量子密碼學的興起可能為DSP帶來新的安全挑戰。
跨領域整合：DSP需要與AI、量子計算和神經形態計算等新興技術整合，實現更高效的訊號處理。
未來，DSP的發展將朝以下方向前進：
量子DSP：量子計算可能實現超高速訊號處理，應用於量子通訊和量子感測。
神經形態計算：模擬人腦處理訊號的方式，神經形態晶片可能為DSP帶來新範式，提升效率和適應性。
6G與太赫茲通訊：DSP將在太赫茲頻段實現超低延遲處理，支援全息通訊和超高頻寬應用。
邊緣計算：隨著邊緣計算的普及，DSP將在本地設備上實現更智能的即時處理，減少對雲端的依賴。
開源生態：開源DSP框架（如Python的SciPy、NumPy、MATLAB）降低了開發門檻，推動了技術的普及和創新。

## 数字信号处理系统

449.9815979003906x449.9815979003906px

完整的数字信号处理系统由七部分组成：信号转换，低通滤波，模数转换(A-D轉換)，数字信号处理，数模转换(D-A轉換)，低通滤波，信号转换。数字信号处理的信号大部分是物理变化信号，如声音、光，它们经信号转换才能变成电信号；这种信号是模拟信号，计算机不能处理，要变成数字信号。模数转换(A-D轉換)速度有限，而且模拟信号可能包含快变成分，所以先要低通滤波，消除没用的快变部分，确保模数(A-D)转换的正确。模拟信号变成数字信号后就可数字信号处理，如通信的编码、调制。对于不可编程的处理器，信号经过电路即可完成处理；对于可编程的处理器，信号经过计算机计算才能完成处理。处理后的数字信号往往要变回物理状态才能使用，如通信的无线电。数字信号经数模转换才能变成连续时间信号，这种信号有很多突变的地方，要低通滤波才会光滑。
若只考虑电信号部分，数字信号处理系统可分为五部分：低通滤波，模数(A-D)转换，数字信号处理，数模(D-A)转换，低通滤波。而不考虑低通滤波，则数字信号处理系统只有三部分：模数(A-D)转换，数字信号处理，数模(D-A)转换。
真实世界的信号一般是连续的模拟信号，相应的系统为模拟系统。为了在模拟系统中应用数字信号处理，必须在模拟系统和数字系统之间进行转换。通常将模拟系统的输入数字化，即信号采样，将此数字信号作为数字系统的输入。类似的，在数字信号处理的输出端，将输出的数字信号转换为模拟信号即为模拟系统的输出。
对模拟信号的采样必须满足采样定理以避免频谱混叠。也就是说，采样频率必须大于被采样信号带宽的两倍。为了保证被采样的模拟信号是带限(在其取樣頻寬範圍內)的，通常在采样之前要对它进行适当的带通或低通滤波。信号采样包括两个步骤：即将变量和值都连续的模拟信号先后转换为在变量上离散的离散信号和值上也离散的数字信号（量化）。

## 時域和頻域
在時域和頻域最常用的處理方法是使用稱為濾波的方法增强输入訊號强度。滤波大体上包括对于目前输入或者输出訊號周围一些环境样本的变换。有不同方法表示滤波器的特点；例如：
- “线性”滤波器是对于输入采样的线性变换；其它滤波器则是“非线性的”。线性滤波器满足重叠条件，例如，如果一个输入訊號是不同权重訊號的组合，输出就是同等权重的对应输出訊號的线性组合。數學表示是為{\displaystyle {\mathcal {F}}\{a\,x_{1}[n]+b\,x_{2}[n]\}=a\,{\mathcal {F}}\{x_{1}[n]\}+b\,{\mathcal {F}}\{x_{2}[n]\}}。
- “因果”滤波器仅仅使用前面输入或者输出訊號的采样；一个“非因果”滤波器使用未来的输入采样。有些非因果滤波器可以在上面添加一个延时转换成因果滤波器；反之，因果滤波器可以通过引入延时单元获得非因果滤波器的某些特性。因果濾波器的脈衝響應滿足：{\displaystyle h[n]=0,\quad {\text{當 }}n<0}，非因果濾波器可轉換為因果濾波器，例如加入延遲：{\displaystyle h_{\text{因果}}[n]=h[n-n_{0}],\quad n_{0}\in \mathbb {Z} ^{+}}
- “非时变”滤波器有不随时间变化的恒定属性；其它诸如自适应滤波器随着时间变化。若對任意 {\displaystyle n_{o}} 有：{\displaystyle {\mathcal {F}}\{x[n-n_{0}]\}=y[n-n_{0}]} 則稱系統為非時變化。
- 一些滤波器是“稳定的”，另外一些则是“不稳定的”。一个稳定滤波器随着时间延长输出逐渐汇聚到一点或者在一个有限时间段内在一个范围内波动。一个不稳定滤波器产生发散的输出。對於有限輸入，若輸出有界，稱為 BIBO 穩定，滿足：{\displaystyle \sum _{n=-\infty }^{\infty }|h[n]|<\infty }，對於 IIR 系統，所有極點 {\displaystyle p_{k}} 均需滿足：{\displaystyle |p_{k}|<1}。
- “无限脉冲响应”（IIR）滤波器含有回授结构，因此它的输出不但与之前的输入訊號有关，还与之前的输出訊號有关。而“有限脉冲响应”（FIR）滤波器没有回授结构，它的输出仅仅与之前的输入訊號有关。同样因为有无回授的关系，IIR滤波器可能是不稳定的，而FIR总是稳定的。FIR 濾波器（有限脈衝響應）：{\displaystyle y[n]=\sum _{k=0}^{M}b_{k}\,x[n-k]}，IIR 濾波器（無限脈衝響應）：{\displaystyle y[n]=\sum _{k=0}^{M}b_{k}\,x[n-k]-\sum _{k=1}^{N}a_{k}\,y[n-k]}。

多数滤波器能够在Z域（频域的一个超集）用它们的传递函数描述。一个數位滤波器可以表示为一个差分方程、零点和极点集合。或者，如果是FIR滤波器的话，可以表示为脉冲响应或者阶梯响应。FIR滤波器对应一个输入的输出可以用输入訊號和脉冲响应的卷积来计算。滤波器也可以使用系统框图表示，它们然后就可以用于派生出一个处理演算法示例使用硬件实现这个滤波器。

## 频域
信号通常通过傅里叶变换从时域或者空间域转换到频域。傅里叶变换将信号信息转换成每个成份频率上的幅度和相位。傅里叶变换经常转换成功率谱，功率谱是每个成份频率幅度的平方。
在频域分析信号的最常见目的是分析信号属性。工程师通过分析频谱就可以知道输入信号中包含了哪些频率的信号。
有一些通用的频域变换方法，例如倒頻譜通过傅里叶变换将信号转换到频域、取对数、然后再进行傅里叶变换。这种方法加强了幅度较小的成份频率但是保留了成份频率幅度的顺序。

## 數位信號處理的應用
语音信号处理
语音信号处理是信号处理中的重要分支之一。它包括的主要方面有：语音的识别，语言的理解，语音的合成,语音的增强,语音的数据压缩等。各种应用均有其特殊问题。语音识别是将待识别的语音信号的特征参数即时地提取出来，与已知的语音样本进行匹配，从而判定出待识别语音信号的音素属性。关于语音识别方法，有统计模式语音识别，结构和语句模式语音识别，利用这些方法可以得到共振峰频率、音调、嗓音、噪声等重要参数，语音理解是人和计算机用自然语言对话的理论和技术基础。语音合成的主要目的是使计算机能够讲话。为此，首先需要研究清楚在发音时语音特征参数随时间的变化规律，然后利用适当的方法模拟发音的过程，合成为语言。其他有关语言处理问题也各有其特点。语音信号处理是发展智能计算机和智能机器人的基础，是制造声码器的依据。语音信号处理是迅速发展中的一项信号处理技术。
图像信号处理
图像信号处理的应用已渗透到各个科学技术领域。譬如，图像处理技术可用于研究粒子的运动轨迹、生物细胞的结构、地貌的状态、气象云图的分析、宇宙星体的构成等。在图像处理的实际应用中,获得较大成果的有遥感图像处理技术、断层成像技术、计算机视觉技术和景物分析技术等。根据图像信号处理的应用特点，处理技术大体可分为图像增强、恢复、分割、识别、编码和重建等几个方面。这些处理技术各具特点，且正在迅速发展中。
振动信号处理
机械振动信号的分析与处理技术已应用于汽车、飞机、船只、机械设备、房屋建筑、水坝设计等方面的研究和生产中。振动信号处理的基本原理是在测试体上加一激振力，做为输入信号。在测量点上监测输出信号。输出信号与输入信号之比称为由测试体所构成的系统的传递函数（或称转移函数）。
根据得到的传递函数进行所谓模态参数识别，从而计算出系统的模态刚度、模态阻尼等主要参数。这样就建立起系统的数学模型。进而可以做出结构的动态优化设计。这些工作均可利用数字处理器来进行。这种分析和处理方法一般称为模态分析。实质上，它就是信号处理在振动工程中所采用的一种特殊方法。
地球物理处理
为了勘探地下深处所储藏的石油和天然气以及其他矿藏，通常采用地震勘探方法来探测地层结构和岩性。这种方法的基本原理是在一选定的地点施加人为的激震，如用爆炸方法产生一振动波向地下传播,遇到地层分界面即产生反射波,在距离振源一定远的地方放置一列感受器，接收到达地面的反射波。从反射波的延迟时间和强度来判断地层的深度和结构。感受器所接收到的地震记录是比较复杂的，需要处理才能进行地质解释。处理的方法很多，有反褶积法，同态滤波法等，这是一个尚在努力研究的问题。
生物医学处理
信号处理在生物医学方面主要是用来辅助生物医学基础理论的研究和用于诊断检查和监护。例如，用于细胞学、脑神经学、心血管学、遗传学等方面的基础理论研究。人的脑神经系统由约 100亿个神经细胞所组成，是一个十分复杂而庞大的信息处理系统。在这个处理系统中，信息的传输与处理是并列进行的，并具有特殊的功能，即使系统的某一部分发生障碍，其他部分仍能工作，这是计算机所做不到的。因此，关于人脑的信息处理模型的研究就成为基础理论研究的重要课题。此外，神经细胞模型的研究，染色体功能的研究等等，都可借助于信号处理的原理和技术来进行。
信号处理用于诊断检查较为成功的实例，有脑电或心电的自动分析系统、断层成像技术等。断层成像技术是诊断学领域中的重大发明。X射线断层的基本原理是X射线穿过被观测物体后构成物体的二维投影。接收器接收后，再经过恢复或重建，即可在一系列的不同方位计算出二维投影,经过运算处理即取得实体的断层信息,从而大屏幕上得到断层造像。信号处理在生物医学方面的应用正处于迅速发展阶段。
数字信号处理在其他方面还有多种用途，如雷达信号处理、地学信号处理等，它们虽各有其特殊要求，但所利用的基本技术大致相同。在这些方面，数字信号处理技术起着主要的作用。
除此之外DSP的主要应用還有天气预报、经济预测、地震数据处理、工业过程的分析和控制、电影中的计算机动画以及用于电吉他功放的数字音效。另外的应用还有PC声卡的超低频接收。

## 相关理论方法
- 线性时不变系统
  - 传递函数
- 傅里叶变换
  - 离散傅里叶变换
  - 离散时间傅里叶变换
  - Z变换
  - 小波变换
- 滤波器设计
  - IIR数字滤波器
  - 双线性变换
  - 巴特沃斯滤波器
  - 切比雪夫滤波器
  - 椭圆滤波器
  - FIR数字滤波器
- 最小相位

## 相关领域
- FPGA
- 自动控制
- 计算机科学
- 数据压缩
- 电气工程
- 信息论
- 地震信号处理
- 通信

### 引用
1. 1 2  杨毅明. . 机械工业出版社.
2. ↑  .   [2006-01-19]. （原始内容存档于2006-01-18）.

## 外部連結
- Microcontroller.com （页面存档备份，存于）
- The Scientist and Engineer's Guide to Digital Signal Processing （页面存档备份，存于）
- DSP related discussion groups  （页面存档备份，存于）
- FPGA based DSP dev kit （页面存档备份，存于）
- Digital Signal Processing Tutorial （页面存档备份，存于）
- FAQ on Digital Signal Processing
- Introduction to Digital Signal Processing
- CDSP - Center for Digital Signal Processing （页面存档备份，存于）
- Music DSP Source Code Archive （页面存档备份，存于）
- DSP links
- Yet another good DSP tutorial (bores)
- Spectrum Analysis Tutorials
- TRAXMOD dsPIC MOD music player
- DeviceTools （页面存档备份，存于） - Tools and silicon for embedded device developers
- Free digital filter design software
- Some free books on DSP (in English and in Russian) （页面存档备份，存于）
- How an AMC DSP Farm Can Simplify and Accelerate Your Development Efforts[永久]